# Zsolt Török
Zsolt Török (n. 29 septembrie 1973, Arad - 16/17 august 2019, Vârful Negoiu, Munții Făgăraș) a fost un ghid montan, alpinist profesionist, orator motivațional, sportiv extrem de performanță român, cățărător și alpinist himalayan de altitudine.

## Biografie

### Nanga Parbat
În data de 19 iulie 2013 echipa integral românească condusă de Zsolt Török și formată din acesta împreună cu Bruno Adamcsek, Marius Gane, Aurel Salașan și Teo Vlad a realizat o ascensiune a vârfului Nanga Parbat - 8.126 m din munții Himalaya (Masivul Karakorum) - Pakistan, versantul Rupal (cel mai abrupt versant din lume, 4.500 m înălțime), pe ruta Shell, fără sprijinul porterilor și al serpașilor, fără oxigen suplimentar.
Ascensiunea celui de-al nouălea optmiar al lumii s-a realizat pe un traseu care a durat mai bine de o lună de la data plecării din București spre Pakistan. Echipa românească a fost și singura care a rămas pe munte în ultima parte a traseului, ca urmare a tragediei din 23 iunie, în care 11 alpiniști străini au fost uciși într-un atac terorist asupra taberei Diamir, situată pe celălalt versant al muntelui.

## Deces
În ziua de 17 august 2019 a fost anunțat că alpinistul a decedat pe una din pantele celui de-al doilea vârf montan al României, Vârful Negoiu din Munții Făgăraș.